# 第二次嶧縣戰鬥 (北洋政府時期)
嶧縣戰鬥發生於1928年4月10日－21日，交戰地點則是在中國魯南，是中華民國北洋政府時期的戰鬥之一。嶧縣戰鬥的交戰雙方，一方為國民革命軍十軍楊勝治，另一方北洋七軍一二三旅所轄軍隊。

## 參看
- 中華民國北洋政府時期內戰戰鬥列表